# 菲律宾都督府
菲律宾都督府 （西班牙語：Capitañía-General de Filipinas, Indias Orientales Españolas）為西班牙帝國在西屬東印度群島的一個行政區劃。隸屬於新西班牙。版圖包括今日的菲律賓群島、帛琉、馬里亞納群島（含關島）、加羅林群島。
都督府政治與經濟上直屬位於墨西哥城的新西班牙總督，都督府的統治透過馬尼拉皇家審問院，受到西班牙君主與印度議會影響。然而1821年墨西哥獨立之後，都督府轉為由馬德里直接統治。
都督府的統治持續到1898年6月12日，埃米利奧·阿奎納多發佈《獨立宣言》，宣佈菲律賓脫離西班牙統治而獨立。然而到了12月10日，美西間簽訂《巴黎條約》，西班牙將菲律賓與關島割讓給美國。而帛琉、馬里亞納群島和加羅林群島則在1899年2月12日售予德國。

## 歷史

1795年的新西班牙版圖

### 早期探險

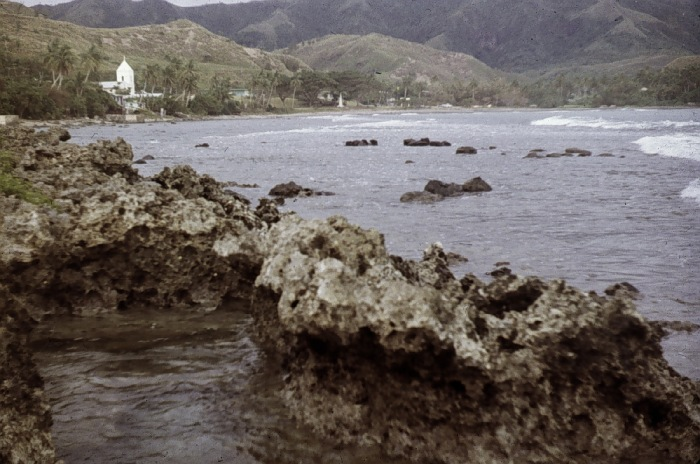
麥哲倫登陸的烏美德灣

在經過漫長的太平洋航行後，麥哲倫的船隊於1521年3月6日到達關島，並讓三艘船在烏美德灣待命。麥哲倫在航行至菲律賓群島後，於麥克坦戰役中陣亡。他倖存下來的18名船員之一安東尼奧·皮加費塔回到了西班牙，完成了環球航行。
1564年，西班牙國王費利佩二世派遣米格爾·洛佩斯·德萊加斯皮從新西班牙耶誕沙灘港（位於今墨西哥哈利斯科州）出發，穿過太平洋到達關島烏美德灣，並宣佈關島為西班牙領土。接著在征服馬尼拉前，於很短的時間內將西班牙帝國的版圖擴張至宿霧、薩馬島、瑪薩華島、雷伊泰島和保和島。
到了1569年，米格爾·洛佩斯·德萊加斯皮將主要據點從宿霧遷至班乃島，西班牙人在那裡找到了盟友。那裡的民族從未被西班牙人征服，但是在各種條約與和約的簽訂下，他們形同西班牙的附庸國。1569年6月5日，位在菲律賓群島的王室司庫吉多·德拉維薩雷斯，寫信給費利佩二世，告知國王葡萄牙人在去年秋天對宿霧發動攻擊。三天後的6月8日，來了另一個官員安德列斯·德米朗達歐拉的一封信，也稍微提到與葡萄牙人遭遇衝突這件事。下一波攻擊的危險促使西班牙人將據點由宿霧遷至他們認為比較安全的班乃島。萊加斯皮本人也在對新西班牙總督的報告（日期1569年7月1日）中，為遷移據點說明了一樣的理由。征服呂宋的計畫就是在班乃島時擬定的，並於1570年5月8日展開攻勢。萊加斯皮的兩名部下馬丁·德·戈伊蒂與胡安·德·塞萊塞多隨後攻佔了呂宋島北部。
16世紀的西班牙先後宣稱擁有各個太平洋群島的主權。包括1526年航海家阿隆索·德·薩拉札對加羅林群島的主權宣稱，1543年航海家魯伊·羅培茲·德·比亞羅伯斯對帛琉的主權宣稱，1543年航海家貝納爾多·德·拉·托瑞對波寧群島（今小笠原群島）的主權宣稱，1545年探險家奧爾蒂斯·德·雷特斯對新幾內亞的主權宣稱，1568年佩德羅·甘博阿·德·薩爾米恩托對索羅門群島的主權宣稱，1595年阿爾瓦羅·德·門達尼亞·德·內拉對馬克薩斯群島的主權宣稱，1606年佩德羅·費爾南德斯·德·基羅斯對新赫布里底群島的主權宣稱，然而西班牙直到18世紀才開始認真嘗試在這些群島建立永久殖民地。

### 設置都督府
1574年，設置菲律賓都督府，由新西班牙管轄。1584年，西班牙國王腓力二世設置馬尼拉皇家審問院，並指派菲律賓都督擔任審問院主席。都督府首府從1565年至1595年設於宿霧，1595年後遷至馬尼拉。
18世紀的波旁改革針對西班牙海外殖民地進行一連串的變革，其中包括引入代官制（Intendancia）。1784年7月17日，馬尼拉開始設置代官，以解決財政與經濟惡化問題。
直到1822年前，都督都由平民擔任，然而在1822年之後都督人選皆來自軍中。

## 政府

### 政治制度
西班牙人迅速按照自己的模式建立他們在菲律賓的殖民統治，首要任務為針對菲律賓土著人口的強制遷移與重新分配。在征服者時期使用類似中世紀歐洲封建制度的委託監護制進行統治。授予征服者、修士與當地貴族土地與徵收貢品的特權，作為他們效命國王的回報。而委託監護制下的受託人，被稱為監護人（encomendero），必須提供居民、司法單位、官員軍事上的保護。一旦戰爭發生，尤其是發生來自各種外國勢力（荷蘭、英國、中華圈等）的侵略時，監護人有義務向國王提供士兵。委託監護的制度被監護人任意使用，直到1700年被地方行政制度取代。西班牙人城市的統治中樞位於廣場，廣場周邊集合了政府建築、教堂、市集與各種設施，通常也是舉辦慶典等活動的場所。居民則居住於廣場的外圍。在殖民初期，西班牙人設法減少或是重新安置當地人口至廣場週邊。

#### 中央政府
中央政府層級是由西班牙國王經由印度議會，透過菲律賓都督進行統治。位於馬尼拉王城區的菲律賓都督擁有以下職權：馬尼拉皇家審問院主席、陸海軍最高統帥、經濟規劃負責人。所有的地方行政單位皆授權於都督，都督也負責監督傳教活動，與神職人員的任命。都督的年薪為40,000披索，且通常為半島人。

#### 省級政府
在地方層級，由省長（Alcalde Mayor）管理安定的省分（Alcaldías），動盪不安的警備區（Corregimiento），例如民都洛或巴丹省馬里韋萊斯（Mariveles），則由警察官（Corregidor）進行管理。

## 行政區劃

### 19世紀
19世紀後半，菲律賓的諸省份的行政劃分：

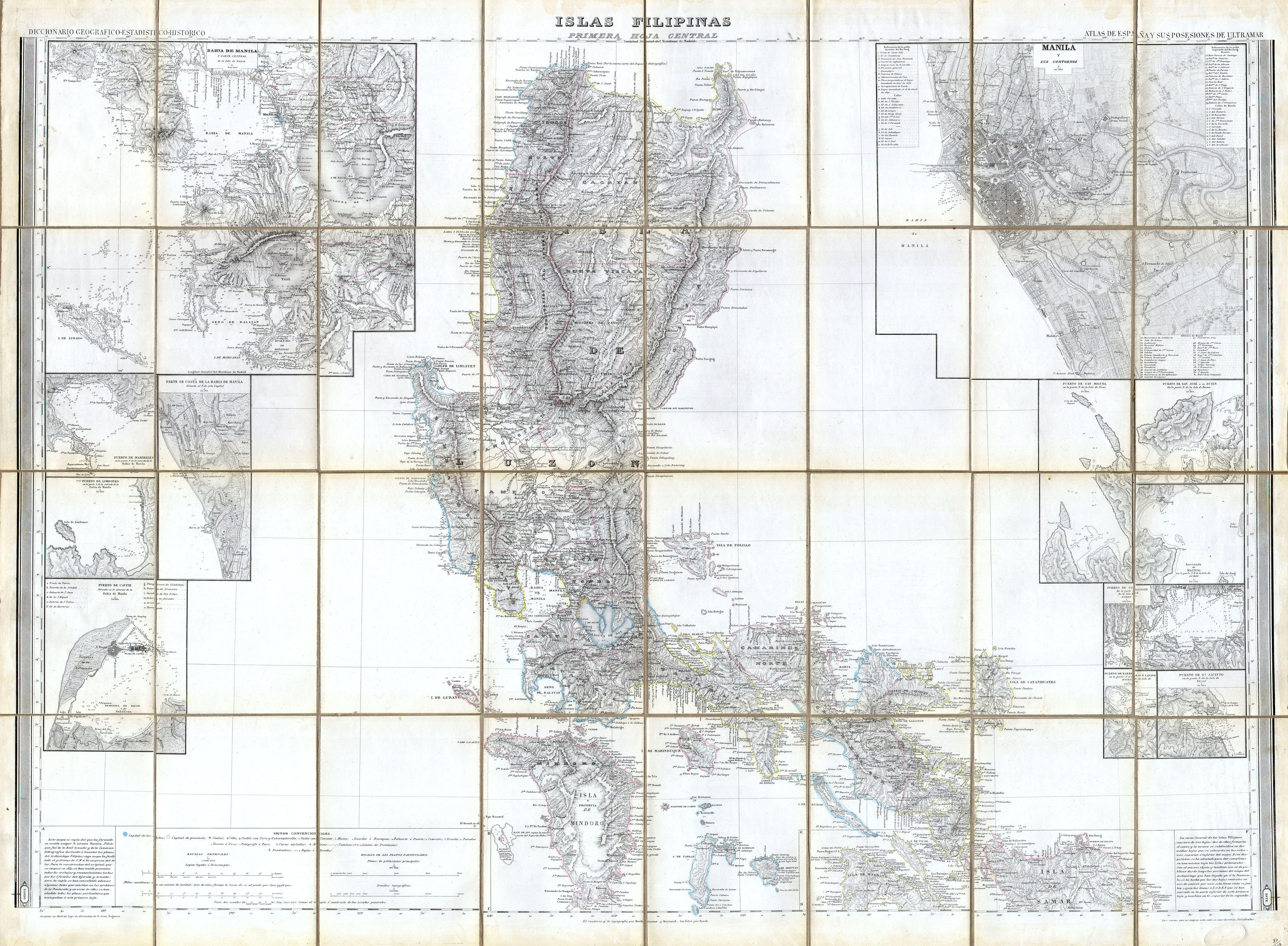
1852年菲律賓地圖

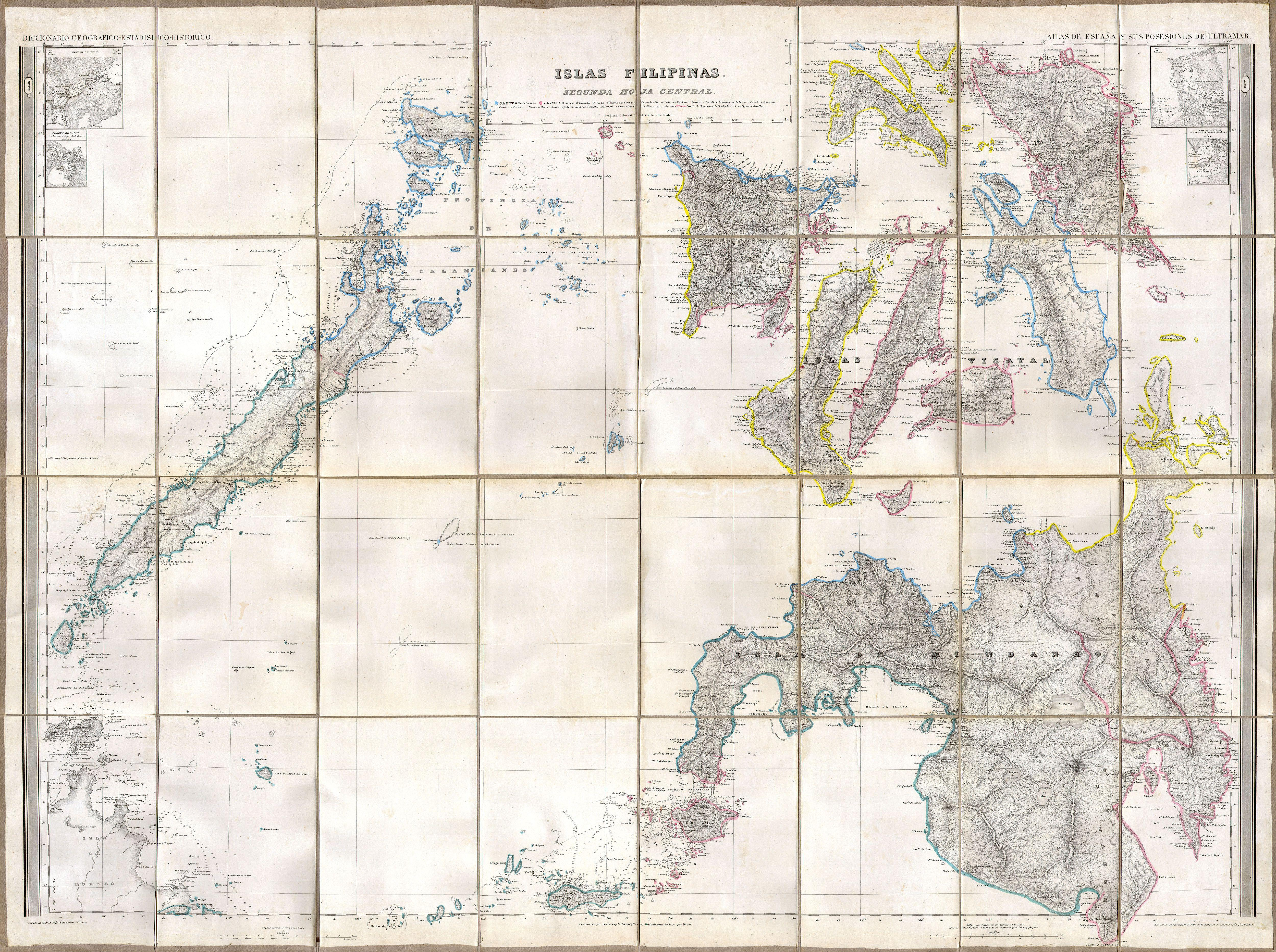
1852年菲律賓地圖

- 呂宋島（20省）：湯都省、布拉干省、邦板牙省、三描禮士省、巴丹省、新怡詩夏省、拉乌尼翁省、甲米地省、內湖省、八打雁省、邦阿西楠省、北伊羅戈省、南伊羅戈省、塔亞巴斯省、阿布拉省、卡加延省（包含巴布煙群島）、新比斯開省、阿爾拜省、北甘馬仁省、南甘馬仁省
- 民都洛群島、馬林杜克島、盧邦島、依林島（1省）：民都洛省
- 巴丹群島（1省）：巴丹群島省
- 維薩亞斯群島：
  - 班乃島（3省）：卡皮茲省、伊洛伊洛省、安蒂克省
  - 內格羅斯島（1省）：內格羅斯省
  - 薩馬島（1省）：薩馬省
  - 雷伊泰島（1省）：雷伊泰省
- 卡拉棉群島（1省）：卡拉棉群島省
- 宿霧島（1省）：宿霧省
- 大民答那峨島（4省）：卡拉加省、米薩米斯省、三寶顏省、新吉普斯夸省
- 馬里亞納群島（1省）：馬里亞納群島省（首府設於關島阿加尼亞）

## 參照
1. ↑  Cf. William Henry Scott, Cracks in the Parchment Curtain，奎松市：1998年, p. 4. Also cf. Antonio Morga, Sucessos de las Islas Filipinas, 2nd ed，巴黎：1890年, p. xxxiii.
2. ↑  Cf.  BLAIR, Emma Helen & ROBERTSON, James Alexander, eds. (1911). The Philippine Islands, 1493–1803. Volume 03 of 55 (1493-1803). Historical introduction and additional notes by Edward Gaylord BOURNE. Cleveland, Ohio: Arthur H. Clark Company. ISBN 978-0554259598. OCLC 769945704. "Explorations by early navigators, descriptions of the islands and their peoples, their history and records of the catholic missions, as related in contemporaneous books and manuscripts, showing the political, economic, commercial and religious conditions of those islands from their earliest relations with European nations to the beginning of the nineteenth century.", pp. 15 - 16.
3. ↑  Cf.  BLAIR, Emma Helen & ROBERTSON, James Alexander, eds. (1911). The Philippine Islands, 1493–1803. Volume 03 of 55 (1493-1803). Historical introduction and additional notes by Edward Gaylord BOURNE. Cleveland, Ohio: Arthur H. Clark Company. ISBN 978-0554259598. OCLC 769945704. "Explorations by early navigators, descriptions of the islands and their peoples, their history and records of the catholic missions, as related in contemporaneous books and manuscripts, showing the political, economic, commercial and religious conditions of those islands from their earliest relations with European nations to the beginning of the nineteenth century.", p. 73.
4. ↑  Memorias históricas y estadísticas de Filipinas y particularmente de la grande isla de Luzon. Author: Rafael Díaz Arenas. Publicado por Imprenta del Diario de Manila,  （页面存档备份，存于）